# Invicta Cine
Invicta Cine: semanário ilustrado de cinematografia publicou-se semanalmente no Porto entre 1923 e 1936 sob a direção de Roberto Lino e  Soutinho de Oliveira. O próprio título indica o tema base: cinema.